# 八德路 (高雄市區)
八德路（Bade Rd.）是高雄市東西向重要道路之一，東起民族二路，西至自強一路。八德一路為高雄市著名的汽車材料百貨街，而八德二路早年附近有藍寶石大歌廳、西北、東南戲院以及今日育樂中心，是1960至1970年代高雄市著名的娛樂中心。

## 命名
「八德」是指傳統「忠、孝、仁、愛、信、義、和、平」等八大德行。舊說本路為1950年代由高雄工程隊官員張浵命名，新考據乃由科員林金枝所命名。

## 行經行政區域
（由東至西）
- 新興區
- 前金區

## 分段
八德路共分為二個部份：
- 八德一路：東起於民族二路口，西於中山一路口接八德二路。
- 八德二路：東於中山一路口接八德一路，西止於自強一路口。基本上，八德二路自瑞源路口至自強一路口之路段已經不能稱作路了，寬度比一條街還要小，相當於一條小巷子。

## 沿線設施
（由東至西）
- 八德一路(本路段為汽車材料百貨大街)
  - 高雄市拖吊場(27號)
- 八德二路
  - 柯旗化故居(37號)
  - 新興第二市場(門牌設於南台路161-10號)

## 公車資訊
- 高雄客運
  - 60 捷運鹽埕埔站－長庚醫院－鳥松

- 高雄客運、屏東客運、中南客運、國光客運聯營
  - 9117「墾丁列車」（經台17線）
    - 高雄客運、屏東客運、中南客運：高鐵左營站－高雄火車站－高雄國際機場－林園－東港－林邊－枋寮－楓港－恆春－墾丁
    - 國光客運：高雄客運自立站－高雄火車站－高雄國際機場－林園－東港－林邊－枋寮－楓港－恆春－墾丁

  - 9127（經台88線）
    - 高雄客運自立站－高雄火車站－烏龍－東港－大鵬灣

  - 9188（經台88線、國道三號）
    - 高鐵左營站－高雄火車站－林邊－枋寮－楓港－墾丁－鵝鑾鼻

## 公共自行車
- 高雄市公共自行車租賃系統：
  - 民族八德路口	：民族八德路口西北側
  - 中山八德路口西南側：中山一路279號前方